# 和歌山県道109号志賀三谷線
和歌山県道109号志賀三谷線（わかやまけんどう109ごう しがみたにせん）は、和歌山県伊都郡かつらぎ町を通る一般県道である。

## 概要
伊都郡かつらぎ町大字志賀から伊都郡かつらぎ町大字三谷に至る。
起点・終点ともに、伊都郡かつらぎ町内にあり、国道480号と和歌山県道13号和歌山橋本線を結んでいる。

### 路線データ
- 起点：伊都郡かつらぎ町大字志賀（梨子ノ木峠口交差点、国道480号交点）
- 終点：伊都郡かつらぎ町大字三谷（和歌山県道13号和歌山橋本線交点）
- 実延長：10.806 km

## 路線状況

### 重複区間
- 和歌山県道4号高野口野上線（伊都郡かつらぎ町大字上天野 - 伊都郡かつらぎ町大字下天野）

## 地理

### 通過する自治体
- 和歌山県
  - 伊都郡かつらぎ町

### 交差する道路
| 交差する道路                              | 交差する場所 | 交差する場所              |
| ----------------------------------------- | ------------ | ------------------------- |
| 国道480号                                 | 大字志賀     | 梨子ノ木峠口交差点 / 起点 |
| 和歌山県道4号高野口野上線 重複区間起点    | 大字下天野   |                           |
| 和歌山県道4号高野口野上線 重複区間終点    | 大字上天野   |                           |
| 紀ノ川左岸広域農道 / 紀の川フルーツライン | 大字三谷     | [ 注釈 1 ]                |
| 和歌山県道13号和歌山橋本線                | 大字三谷     | 終点                      |

### 沿線
- 紀の川